# 黄山梅
黄山梅（学名：Kirengeshoma palmata），为虎耳草科黄山梅属下的一个植物种。